# 王文政
王文政（？—？），字道行，號平泉，山東萊州府濰縣人，匠籍，明朝政治人物。

## 生平
山東鄉試第三十六名舉人。嘉靖三十二年（1553年）中式癸丑科三甲第二百七十五名進士。工部观政，授直隶藁城县知县。

## 家族
曾祖王新；祖父王臣；父王佐，母經氏。有兄王文粹（举人）、王文德，弟王文教、王文治。有子王慎思、王慎言。